# Planta de Aviación Saratov

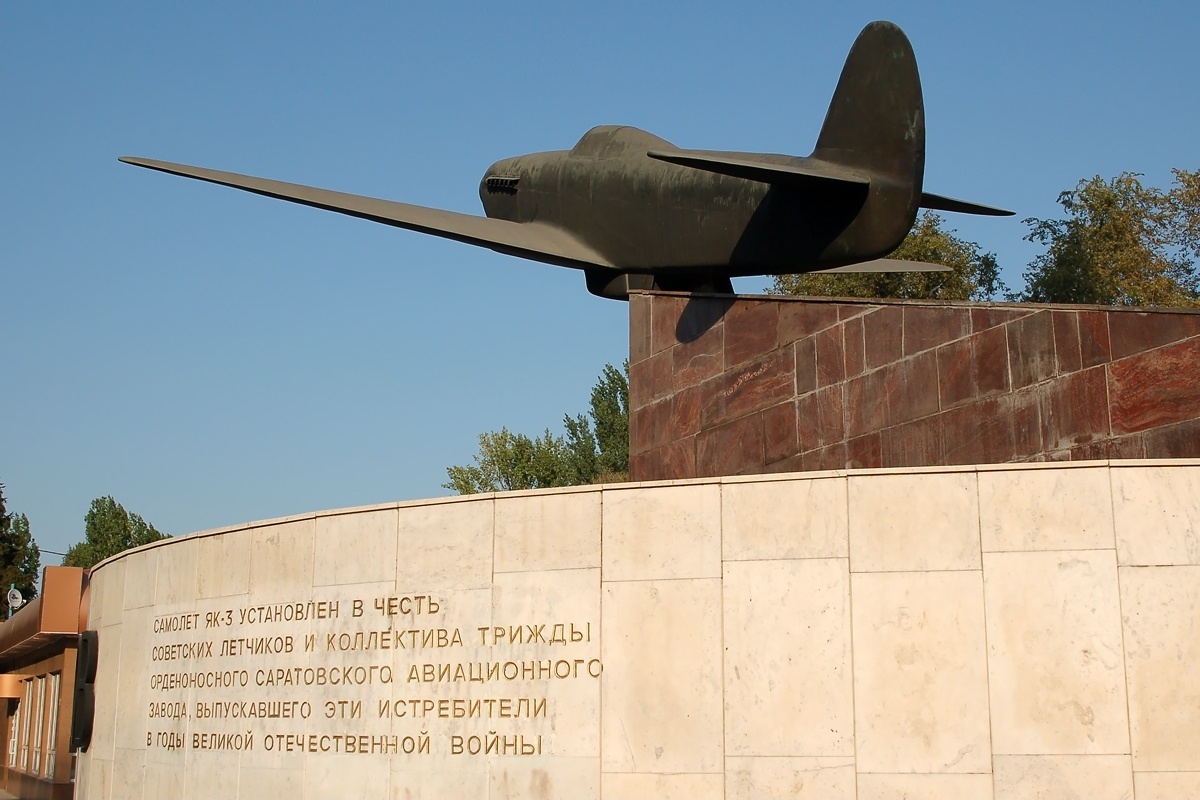
Monumento del avión Yak-3 erigido cerca de la Planta de Aviación en 1977 en la Avenida de los Entusiastas (Plaza Ordzhonikidze), Saratov.

La Planta de Aviación Saratov (Саратовский Авиационный Завод, САЗ, Saratovskiy Aviatsionnyy Zavod, SAZ) era una instalación de producción ruso/soviética de aviones, localizada en Sarátov, Rusia. Cerró en febrero de 2011 debido a que la empresa a la que pertenecía entró en bancarrota.
Entre 1931 y 1937 funcionó como la Planta Combinada de Saratov (SZK), que lleva el nombre de B. P. Sheboldayev y producía cosechadoras de grano de su propia marca, "SZK". Tras el cierre oficial en 2011, gran parte de las instalaciones de la Planta de Aviación Saratov fueron desmanteladas o reconvertidas para otros usos industriales. Sin embargo, algunos de sus terrenos e infraestructuras han sido reutilizados por empresas tecnológicas y manufactureras locales, mientras que ciertos edificios históricos han quedado abandonados o demolidos. A pesar de su clausura, el legado del SAZ persiste en la memoria industrial de la región y en los modelos de aviones que allí se fabricaron, como el Yak-42. En los últimos años, también han surgido propuestas desde el gobierno regional para preservar parte del sitio como patrimonio cultural e industrial, aunque sin avances concretos hasta la fecha.

## Producción
- R-10/KhAI-5, 1938.1940, 135.
- Yak entrenador
- Yak-1, 1128 unidades en 1944.
- Yak-3, 1944 (1682 unidades)
- Yak-18T
- Yak-25
- Yak-27
- Yak-38
- Yak-40
- Yak-42
- Yak-54
- La-11
- La-15
- MiG-15
- EKIP